# GEヘルスケア・ジャパン
GEヘルスケア・ジャパン株式会社（ジーイーヘルスケアジャパン、GEHC-J）は、東京都日野市にある医療機器メーカーである。

## 概要
ゼネラル・エレクトリック（GE）と横河電機製作所（現・横河電機）の合弁企業、横河メディカルシステムズ株式会社として設立。その後、GEが出資比率を70%（2009年7月現在同率）に引き上げ、1994年にGE横河メディカルシステム（GEYMS）へと、さらに2009年8月にGEヘルスケアバイオサイエンス株式会社と合併しGEヘルスケア・ジャパン（GEHC-J）と改称する。
現地法人にありがちな、製造のみ、輸入のみという業務形態ではなく、多くの製品の開発・製造を担当している。
単純X線撮影、CT, MRI, 超音波画像診断装置（いわゆるエコー）、麻酔、循環器、生体情報モニタ（バイタルサインモニタ）など、多くの製品を扱っている。

## 沿革
- 1913年 - GEのW.D.クーリッジが、高真空熱陰極X線管（いわゆるクーリッジ管）を発明。
- 1976年 - 横河電機がGE製CTの販売代理店となる。
- 1982年
  - GEと横河電機の合弁企業として横河メディカルシステム株式会社設立。
  - 全身用CT「CT8600」を開発・発売。
- 1988年 - GEメディカルシステム（GEMS）が、世界3極体制を取る。
- 1993年 - 田中レントゲン買収。
- 1994年 - GE横河メディカルシステム株式会社に改称。
- 2003年 - GEMSが世界2極体制を取る。
- 2004年
  - 部門名をGEメディカルシステムからGEヘルスケアに改称。
  - 日本GEマルケットメディカルシステム株式会社と合併。
  - 米国GEが、英国・アマシャムを買収。クロマトグラフィー、分光光度計などを得る。
  - GEヘルスケアが、世界4極体制（北米・日本・中国・インターナショナル）を取る。
  - 米国GEが、フィンランド・インストラメンタリウムを買収したことを受け、その日本における販売拠点であるデーテックス・オメダ株式会社と合併。麻酔関連製品を得る。
- 2006年 - アマシャムバイオサイエンス株式会社が、GEヘルスケアバイオサイエンス株式会社と改称。
- 2009年8月1日 - GEヘルスケアバイオサイエンス株式会社と合併し、社名をGEヘルスケア・ジャパン株式会社に改称。